# Edwin D. Morgan
Pour les articles homonymes, voir Morgan.
Edwin Denison Morgan (1811-1883) était un militaire et un homme politique américain, 1er et 5e président du parti républicain, gouverneur de New York de 1859 à 1862 et sénateur de New York de 1863 à 1869. Il était également un général de l'armée de l'union durant la guerre de Sécession.

## Biographie
Morgan est né à Washington dans le Massachusetts le 8 février 1811. Il commence une carrière d'homme d'affaires en achetant une épicerie à Hartford dans le Connecticut puis devint associé de son oncle et membre du conseil municipal de la ville. En 1836, il s'installe à New York où il devient banquier. 
Élu au Sénat de l'État de New York de 1850 à 1853, il devint l'un des dirigeants les plus influents du parti républicain lors de sa fondation et à deux reprises en est son président. Il bénéficie de pots-de-vin des entreprises de chemin de fer en échange de contrats à l'avantage de celles-ci.
Gouverneur puis sénateur de New York, il meurt en 1883. 